# فریزلبرگ (پنسیلوانیا)
فریزلبرگ (به انگلیسی: Frizzleburg) یک منطقهٔ مسکونی در ایالات متحده آمریکا است که در پنسیلوانیا واقع شده‌است. فریزلبرگ ۶۰۲ نفر جمعیت دارد.